# Lagwan (Sprache)
Lagwan (auch Kotoko-Logone genannt) ist eine tschadische Sprache, welche in der Region Extrême-Nord in Kamerun südlich von Kousséri sowie im Tschad südlich der Hauptstadt N'djamena gesprochen wird.
Sie zählt zu den Kotoko-Sprachen und unterteilt sich in zwei Dialekte, Logone-Birni und Logone-Gana, welche in den gleichnamigen Ortschaften gesprochen werden. Diese liegen an dem nach ihnen benannten Fluss Logone, die Ortschaft Logone-Birni auf der kamerunischen, Logone-Gana etwas weiter südlich auf der tschadischen Seite.
Ethnologue listet die Sprache als „6b (Gefährdet)“, laut Henry Tourneux wurde die Sprache im Jahre 2004 von 10.000 Menschen beherrscht, sie ist damit nach Mpade die zweitgrößte Sprache der Kotoko-Sprachen.
Viele Kotoko sprechen inzwischen Shuwa-Arabisch, welches als Verkehrssprache die einheimischen Sprachen und Dialekte immer weiter verdrängt. Da das Gebiet, in dem Lagwan gesprochen wird, von den arabischen Siedlungsgebieten weiter entfernt liegt als die anderen Kotoko-Sprachen, ist die Stellung der Sprache noch verhältnismäßig gut, sie wird u. a. von den benachbarten Jina als Zweitsprache benutzt.
Es gibt Radioprogramme auf Lagwan.
Die Sprache wird in lateinischer Schrift geschrieben, allerdings ist die Alphabetisierungsrate der Muttersprachler sehr gering. Zumindest auf der tschadischen Seite wird die Sprache in der Schule nicht gelehrt.